# Louis Subrini
Louis Subrini, né le 10 octobre 1901 à Ajaccio et mort le 28 juillet 1978 à Marseille, est un footballeur français évoluant au poste de milieu de terrain. 

## Carrière
Avec l'Olympique de Marseille, il remporte deux Coupes de France (1926 et 1927),.